# 李源 (弘治乙丑進士)
李源（1469年—1540年），字士達，號竹坡，福建泉州府晉江縣人，明朝政治人物。

## 生平
弘治五年（1492年）壬子科福建鄉試第七十五名舉人。弘治十八年（1505年），登乙丑科二甲第七十四名進士。出使督发广东稽留賦稅，后擔任戶部主事，反對彈劾太監干涉政治，因反對劉瑾，當時楊一清舉薦李源，仍然被罷免，起為南京文选司郎中，迁尚宝司少卿，推辭未赴任。

## 家族
曾祖父李弦；祖父李應禎；父李世亮，母陳氏。具庆下。兄李富。弟李洞。